# Compagnie des chemins de fer de l'Ouest

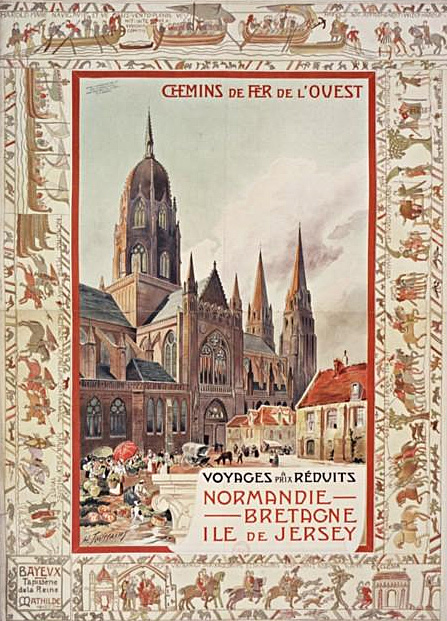
Affiche van de hand van Henri Toussaint

De Compagnie des chemins de fer de l'Ouest (CF de l'Ouest), ook bekend als L'Ouest of Ouest, was een Franse spoorwegmaatschappij. De maatschappij werd opgericht in 1855 als een fusie van kleinere spoorwegmaatschappijen die Normandië en Bretagne bedienden. Het bedrijf raakte in financiële problemen zodat in 1908 een verkoop aan de overheid de enige uitweg werd. In 1909 werd het door de Administration des chemins de fer de l'État overgenomen.
De bekendste werknemer van de Compagnie des chemins de fer de l'Ouest was zonder twijfel Gustave Eiffel, die zijn eerste ervaringen met werk en met metaalconstructies opdeed toen hij in 1856 bij deze spoorwegmaatschappij begon te werken nadat hij in 1855 in de scheikunde was afgestudeerd aan de École centrale Paris.